# Boulevard de la Guyane
Le boulevard de la Guyane est une voie située à la limite du 12e arrondissement de Paris et de la commune de Saint-Mandé, en France.

## Situation et accès
Long de 1 100 m et reliant l'avenue Daumesnil au carrefour de l'avenue Courteline et de l'avenue Victor-Hugo à Saint-Mandé, le boulevard de la Guyane longe le boulevard périphérique, mais du côté extérieur. Si la voie est située à Paris, la quasi-totalité des habitations (exclusivement sur le côté pair, le côté impair étant occupé par le mur du boulevard périphérique) sont situées à Saint-Mandé.
La route est doublée par une piste cyclable du côté parisien ; à la moitié du boulevard, la rue Édouard-Lartet permet, par un court tunnel, de passer sous le périphérique afin de rejoindre le début de la coulée verte. L'extrémité sud quant à elle donne accès au bois de Vincennes après avoir traversé l'avenue Daumesnil.

### Numérotation
La numérotation des bâtiments débute au nord du boulevard de la Guyane, à partir de l'avenue Courteline ; seul le côté pair est numéroté et les seuls numéros, de 10 à 78, sont situés à Saint-Mandé (le côté pair antérieur est situé à Paris, mais aucun numéro n'y est référencé).

### Voies rencontrées
Le boulevard de la Guyane rencontre les voies suivantes, dans l'ordre des numéros croissants (« g » indique que la rue se situe à gauche, « d » à droite) :
- Avenue Courteline
- Avenue Victor-Hugo à Saint-Mandé
- Rue Mongenot (g)
- Rue Cailletet (g)
- Rue Allard (g)
- Rue Sacrot (g)
- Rue Édouard-Lartet (d)
- Avenue Alphand (Saint-Mandé) (g)
- Rue Baudin (g)
- Rue de l'Alouette (g)
- Rue de l'Amiral-Hamelin (Saint-Mandé) (g)
- Rue du Commandant-René-Mouchotte (Saint-Mandé) (g)
- Avenue Sainte-Marie (g)
- Avenue Daumesnil

## Origine du nom

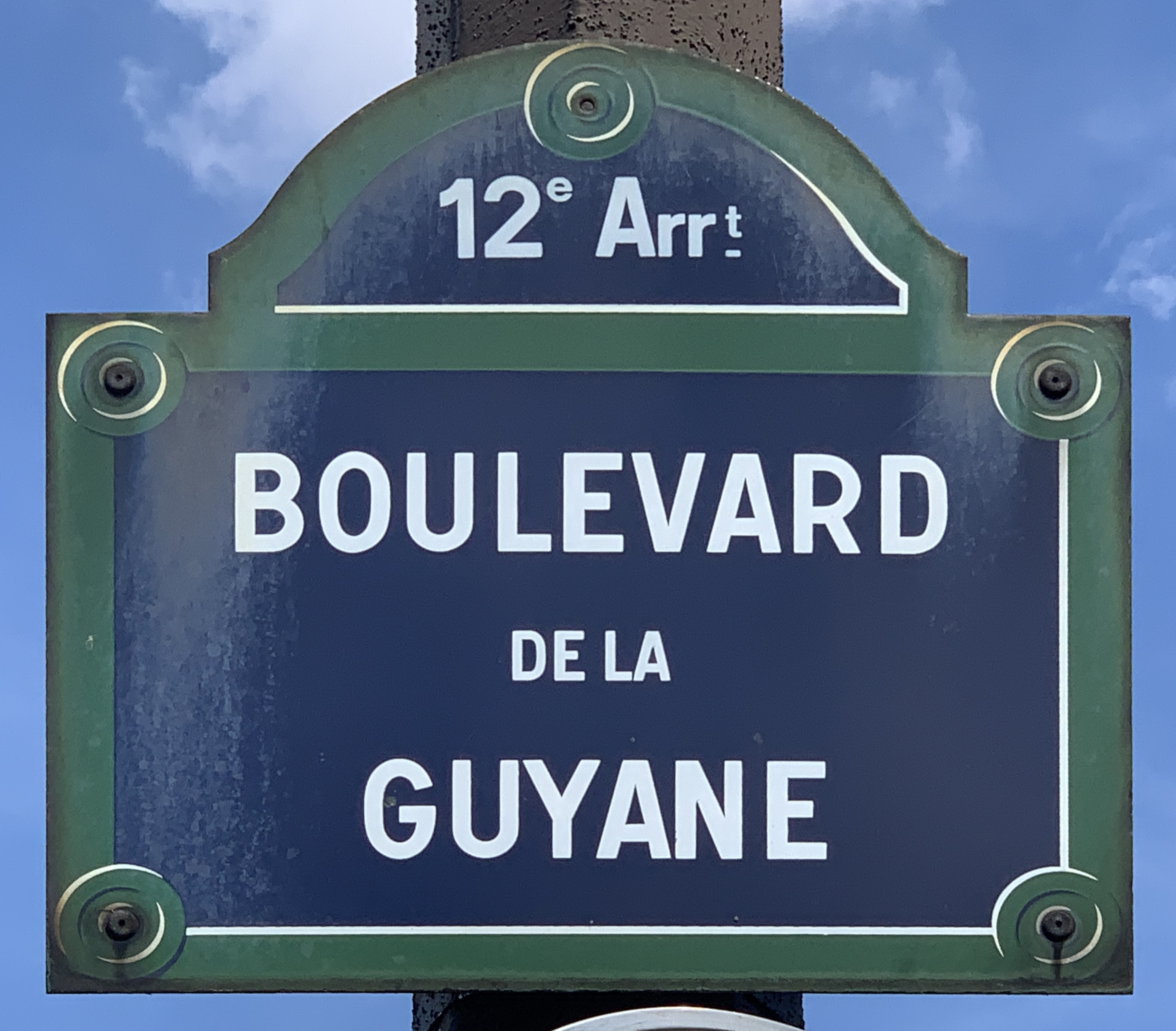
Plaque du boulevard.

Cette voie porte le nom du département français de la Guyane.

## Historique
Ancien chemin, le boulevard de la Guyane fut aménagé lors de la construction du boulevard périphérique de Paris, à la fin des années 1960, en absorbant la partie du boulevard Carnot située au-delà du périphérique.
La voie était incluse dans la ZAC Porte-de-Vincennes.